# F O Peterson & Söner
F O Peterson & Söner är en västsvensk byggkoncern, grundad 1870 i Göteborg. Företaget hade 2004 cirka 180 anställda och en omsättning på 250 miljoner kronor. Företaget verkar i huvudsak i Göteborg och Västsverige.

## Historik

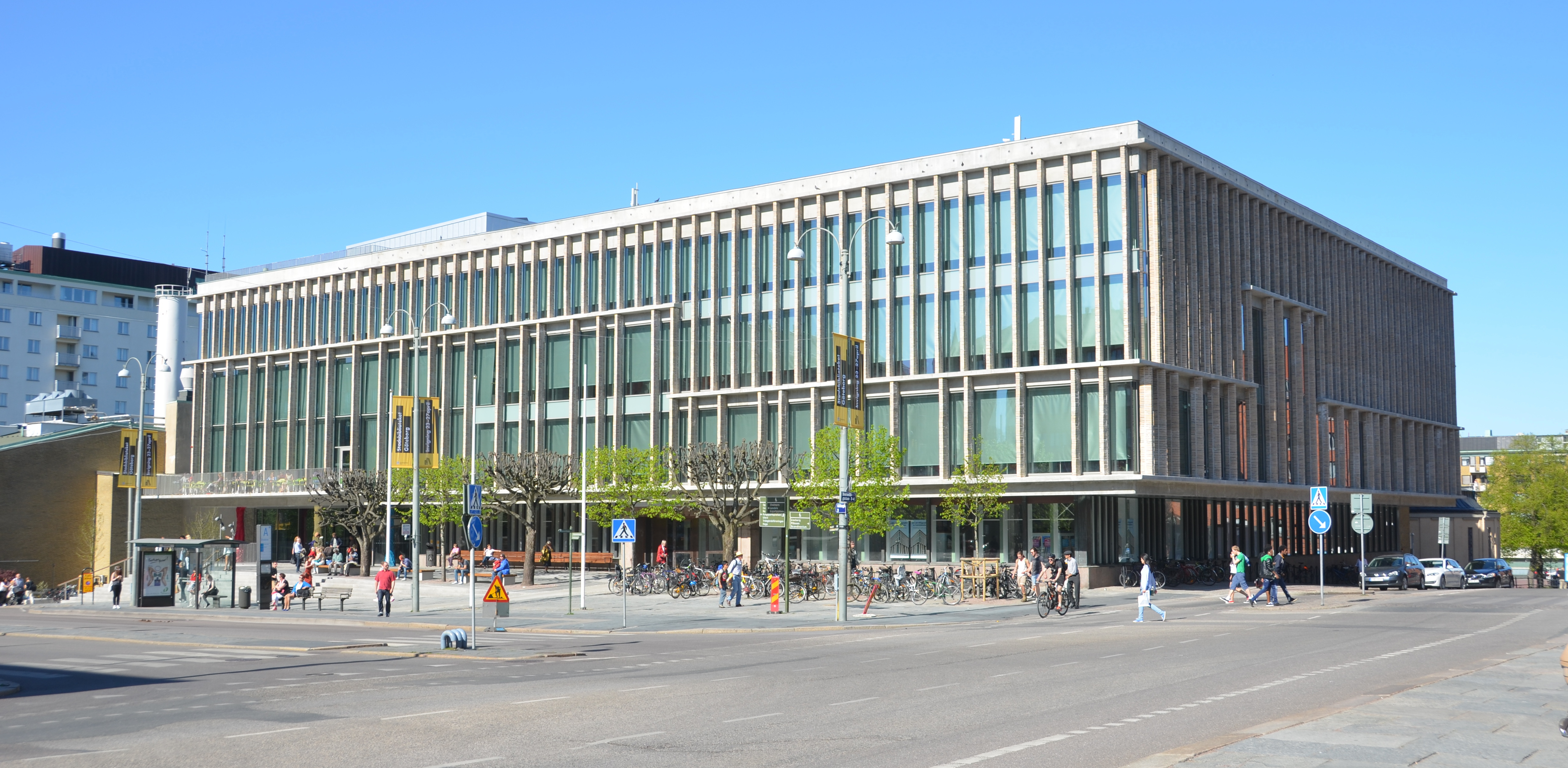
Stadsbiblioteket sett från Götaplatsen, 2014.

1870 startade den då 25-årige murarmästaren Frans Oscar Peterson (1845–1913) ett byggföretag i Göteborg. Företaget expanderade snabbt och byggde såväl SKF:s som Volvos första verkstäder. Under åren har F O Peterson varit med att format Göteborg som stad bland annat genom uppförandet av:
- Örgryte nya kyrka 1887–1889 samt 1994
- Tidigare LV 6 kaserner i Kviberg 1890–1895
- Sveahuset 1888–1890, samt 1927–1929 samt ombyggnation till hotell 1998–1999
- Härlanda fängelse 1904–1907
- Sjöbefälsskolan 1915–1916
- Gårdahallen 1930
- Assaredsskolan, Kortedala 1965
- Nordstan 1970–1972
- Gårda brandstation 1987–1988
- Rekonstruktion av norra och södra flygelbyggnaderna, Gunnebo slott 2006.
- F O Peterson har hjälpt Spårvägssällskapet Ringlinien med historiska renoveringar och rekonstruktioner av träarbeten i en rad gamla spårvagnar under 1990- och 2000-talen
- Göteborgs stadsbibliotek, om- och tillbyggnad 2014[1]